# Baurusuchidae
Famille
Sous-familles de rang inférieur
- † Baurusuchinae
- † Pissarrachampsinae

Genres de rang inférieur
- † ? Aplestosuchus
- † Baurusuchus (genre type)
- † Campinasuchus
- † Cynodontosuchus
- † ? Gondwanasuchus
- † ? Pabwehshi
- † Pissarrachampsa
- † Stratiotosuchus
- † ? Wargosuchus

Les Baurusuchidae, les baurusuchidés en français, forment une famille éteinte de crocodyliformes, un clade qui comprend les crocodiliens modernes et leurs plus proches parents fossiles. Elle est rattachée au sous-ordre des Notosuchia (ou notosuchiens en français) et aux clades successifs des Ziphosuchia et des Sebecosuchia. Ces Crocodyliformes terrestres hypercarnivores qui pouvaient atteindre 4 mètres de long, ont vécu en Amérique du Sud, sur le supercontinent du Gondwana au cours du Crétacé supérieur.

## Liste de genres

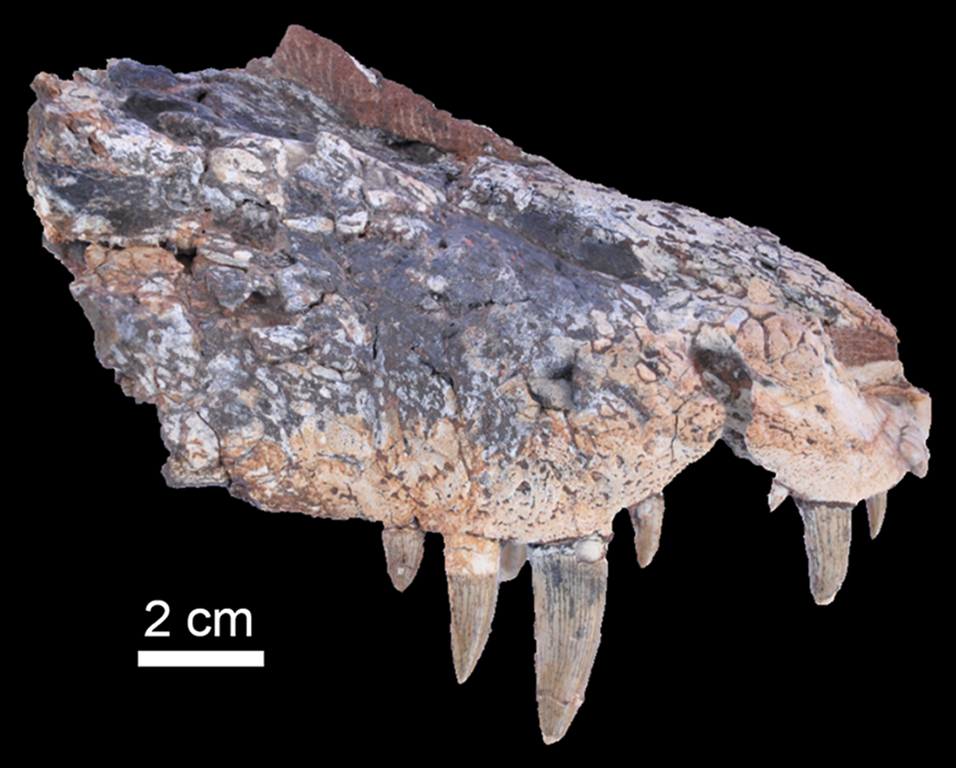
Museau de Campinasuchus.

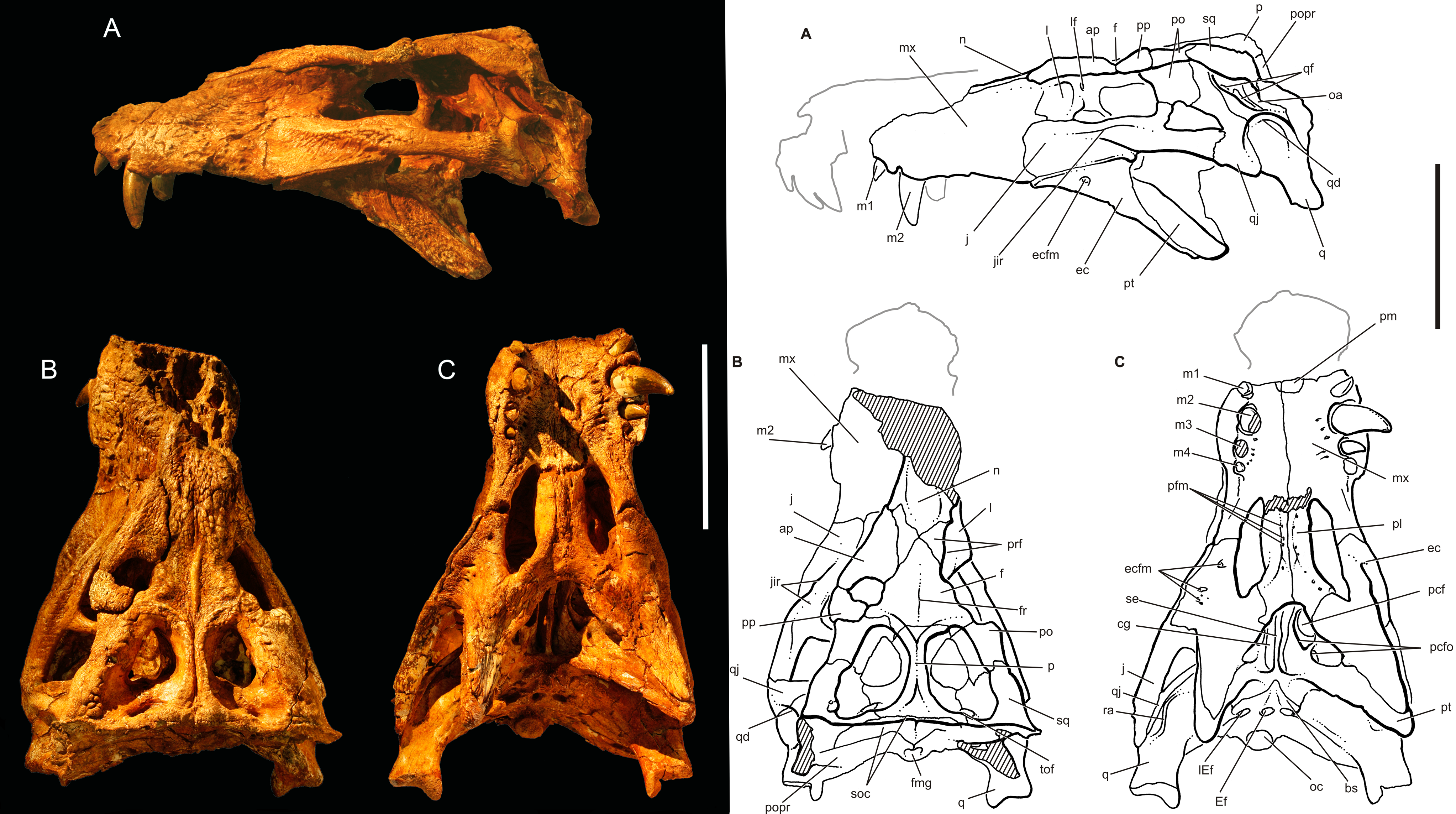
Différentes vues du crâne de Pissarrachampsa.

En 2011, F. C. Montefeltro et ses collègues ont créé deux sous-familles au sein des baurusuchidés, les Baurusuchinae et les Pissarrachampsinae. Elles ne sont pas reprises par tous les auteurs,.
- † ? Aplestosuchus (Brésil)
- † Baurusuchus, le genre type[1], (Brésil)
- † Campinasuchus (Brésil)
- † Cynodontosuchus du Santonien d'Argentine
- † ? Gondwanasuchus (Brésil)
- † ? Pabwehshi du Maastrichtien du Pakistan[5], exclu de la famille par Diego Pol et ses collègues en 2014 et placé en groupe frère des Baurusuchidae[3].
- † Pissarrachampsa (Brésil)
- † Stratiotosuchus (Brésil)
- † ? Wargosuchus du Santonien d'Argentine

## Classification
En 2014, Diego Pol et ses collègues compilent plusieurs études phylogénétiques antérieures et reprennent l'analyse pour aboutir à une matrice incluant 109 Crocodyliformes et genres proches dont 412 caractères morphologiques sont étudiés. Ils classent les Baurusuchidae  comme des Notosuchia placés dans les clades successifs des Ziphosuchia et des Sebecosuchia.